# Semiothisa decorata
Semiothisa decorata là một loài bướm đêm trong họ Geometridae.